# 田向家
田向家（たむけけ）は宇多源氏流庭田家の流れを引く公家。

## 概要
家祖・田向資蔭は庭田重資の子で、妹の資子が崇光天皇との間に伏見宮栄仁親王を産んだことで繁栄した。資蔭の子・田向経兼も栄仁親王、治仁親王、貞成親王、貞常親王の4代に仕え、元服式の奉行、伏見荘の奉行人を務めるなど近習の筆頭であった。
田向重継は飛騨国の姉小路家からの養子で、後に姉小路高綱へと名を改め姉小路氏へと戻ったために一度田向家は断絶した。その約100年ほど経った後に庭田重秀の子・田向資冬が再興したものの、貞享元年（1684年）11月3日に勅勘を被り再び断絶した。